# Лемниц, Тиана

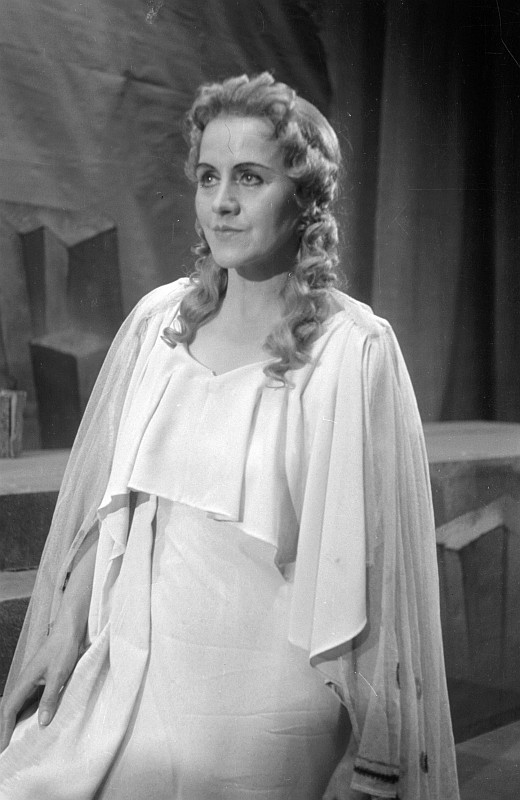
Тиана Лемниц в партии Эвридики, опера Орфей и Эвридика К. В. Глюка, фото 1945

Тиа́на Ле́мниц (Tiana Lemnitz; имя при рождении — Luise Albertine Lemnitz) (26 октября 1897, Мец — 5 февраля 1994, Берлин) — немецкая певица (сопрано). Почётное звание Kammersängerin (1937).

## Очерк биографии и творчества
С 1919 года училась пению в Консерватории Хоха во Франкфурте-на-Майне (класс А. Комана). Дебютировала в 1921 году в Городском театре Хайльбронна (Ундина в одноимённой опере А. Лорцинга). В 1922–1929 годах солистка Городского театра в Ахене, в 1929–1934 — оперного театра в Ганновере. С 1931 года гастролировала в Дрезденской государственной опере, с 1935 года — солистка Берлинской государственной оперы (на Унтер-ден-Линден). Лучшие оперные партии довоенного и военного времени: Ева («Нюрнбергские мейстерзингеры» Р. Вагнера) и Агата («Вольный стрелок» К. М. Вебера). Исполняла (на немецком языке) также ведущие партии итальянского и французского оперного репертуара, изредка — в русских операх, например, в «Сказании о невидимом граде Китеже» Н. А. Римского-Корсакова (1937) и «Чародейке» П. И. Чайковского (1940). Как оперная певица гастролировала в Амстердаме, Брюсселе, Буэнос-Айресе, Вене, Лондоне, Цюрихе. На гастролях в Варшаве в 1937 году участвовала в постановке «Фауста» Ш. Гуно, пела (Маргарита) в ансамбле с великим Ф. И. Шаляпиным (Мефистофель).
Пела также в оперетте, в том числе на премьере оперетты Э. Кюннеке «Великая грешница» (Берлин, 1935; в паре с Хельге Росвенге). Снялась в музыкальных фильмах «Altes Herz wird wieder jung» и «Nacht ohne Abschied» (оба 1943).
В 1944 году Тиана Лемниц была включена как «важнейший» артист в Gottbegnadeten-Liste Гмтлера. После войны продолжала работать в Берлинской государственной опере (до 1957), в том числе изредка пела современную музыку (например, партию Марии в «Воццеке» А. Берга и партию Маршальши в «Кавалере розы» Р. Штрауса). В 1953—1957 годах (там же) возглавляла оперную студию. Сохранились многие аудиозаписи оперных партий и камерной вокальной музыки (в том числе в ансамбле с М. Раухайзеном).